# Белоглинский овраг
Белогли́нский овра́г — утраченный овраг в Саратове. Ранее проходил от Вокзальной улицы до Волги, ныне засыпан. Назывался по речке Белая Глинка, которая текла по его дну. В конце XIX века овраг начал засыпаться и был частично засыпан к 1892 году. Был окончательно засыпан во второй половине 20-го века. Ныне от оврага осталась только небольшая отрицательная форма рельефа около Белоглинской улицы между улицами Рахова и Пугачёва, приспособленная для гаражных кооперативов.
Овраг выполнял важную роль в очищении города от нечистот. На дамбе, преграждавшей овраг возле Ильинской улицы, существовало место слива отходов. В 1907 году невдалеке от Белоглинского оврага была открыта баня. Её место было выбрано не случайно: близость к оврагу уменьшала расходы на канализационную систему.
По оврагу была названа располагавшаяся недалеко от него улица Белоглинская.